# Bridge to Terabithia (film 1985)
Bridge to Terabithia è un film per la televisione del 1985 per la regia di Eric Till. È il primo film tratto dall'omonimo romanzo per ragazzi che Katherine Paterson scrisse nel 1976.

## Trama
Jess è un ragazzo riservato, che spera di diventare un bravissimo pittore e corridore. Quest'ultimo sogno viene infranto da una sua compagna, Leslie, venuta ad abitare da poco nella casa a fianco. Insieme inventano un luogo fantastico (che chiameranno Terabithia), superando con una corda un ruscello, ed avventurandosi attraverso il bosco. Proprio in questo luogo, nasce la loro intensa amicizia, che li trasformerà nel re e nella regina di Terabithia.
Leslie però perderà prematuramente la vita, scivolando dalla corda che li conduceva nel loro mondo immaginario.
Jess deciderà quindi di costruire un ponte là dove la corda si è spezzata, attraverso il quale accompagnerà la sorellina, che diverrà grazie alla magia della fantasia la nuova principessa di Terabithia.